# Jessica Anderson
Jessica Margaret Anderson (Gayndah, 25 settembre 1916 – Elizabeth Bay, 9 luglio 2010) è stata una scrittrice australiana.

## Biografia
Jessica Margaret Queale nasce a Gayndah il 25 settembre 1916, la più giovane di 4 figli.
Trasferitasi a Brisbane con la famiglia, studia alla Yeronga State School e per un breve periodo alla Brisbane Technical College Art School prima di spostarsi a Sydney dove rimarrà per il resto della vita.
Nel 1963 pubblica la sua prima opera, An Ordinary Lunacy, alla quale faranno seguito altri 6 romanzi, una raccolta di racconti e numerosi radiodrammi.
Vincitrice di due Miles Franklin Award, nel 1978 con Il giardino dei ricordi e due anni dopo con The Impersonators, muore il 9 luglio 2010 a Elizabeth Bay, sobborgo di Sydney.

## Opere

### Romanzi
- An Ordinary Lunacy (1963)
- The Last Man's Head (1970)
- The Commandant (1975)
- Il giardino dei ricordi (Tirra Lirra by the River, 1978), Milano, Feltrinelli, 1988 traduzione di Franca Castellenghi Piazza ISBN 88-07-01358-4.
- The Impersonators (1980)
- Taking Shelter (1989)
- One of the Wattle Birds (1994)

### Raccolte di racconti
- Stories from the Warm Zone and Sydney Stories (1987)

### Radiodrammi
- The American (1966)
- The Aspern Papers (1967)
- Daisy Miller (1968)
- The Maid's Part (1967)
- The Blackmail Caper (1972)
- Quite Sweet, Really (1972)
- Tirra Lirra by the River (1975)
- The Last Man's Head (1983)

## Premi e riconoscimenti
- Miles Franklin Award: 1978 vincitrice con Il giardino dei ricordi e 1980 vincitrice con The Impersonators